# Tomás Fernández
Tomás Fernández (1915. – ?), kubai válogatott labdarúgó.
A kubai válogatott tagjaként részt vett az 1938-as világbajnokságon.

## Külső hivatkozások
- Tomás Fernández – a FIFA adatbázisában